# Miraces placida
Miraces placida är en skalbaggsart som först beskrevs av Horn 1893.  Miraces placida ingår i släktet Miraces och familjen bladbaggar. Inga underarter finns listade i Catalogue of Life.